# Heliconia irrasa
Heliconia irrasa är en enhjärtbladig växtart som beskrevs av R.R.Sm. Heliconia irrasa ingår i släktet Heliconia och familjen Heliconiaceae. Inga underarter finns listade.

## Bildgalleri

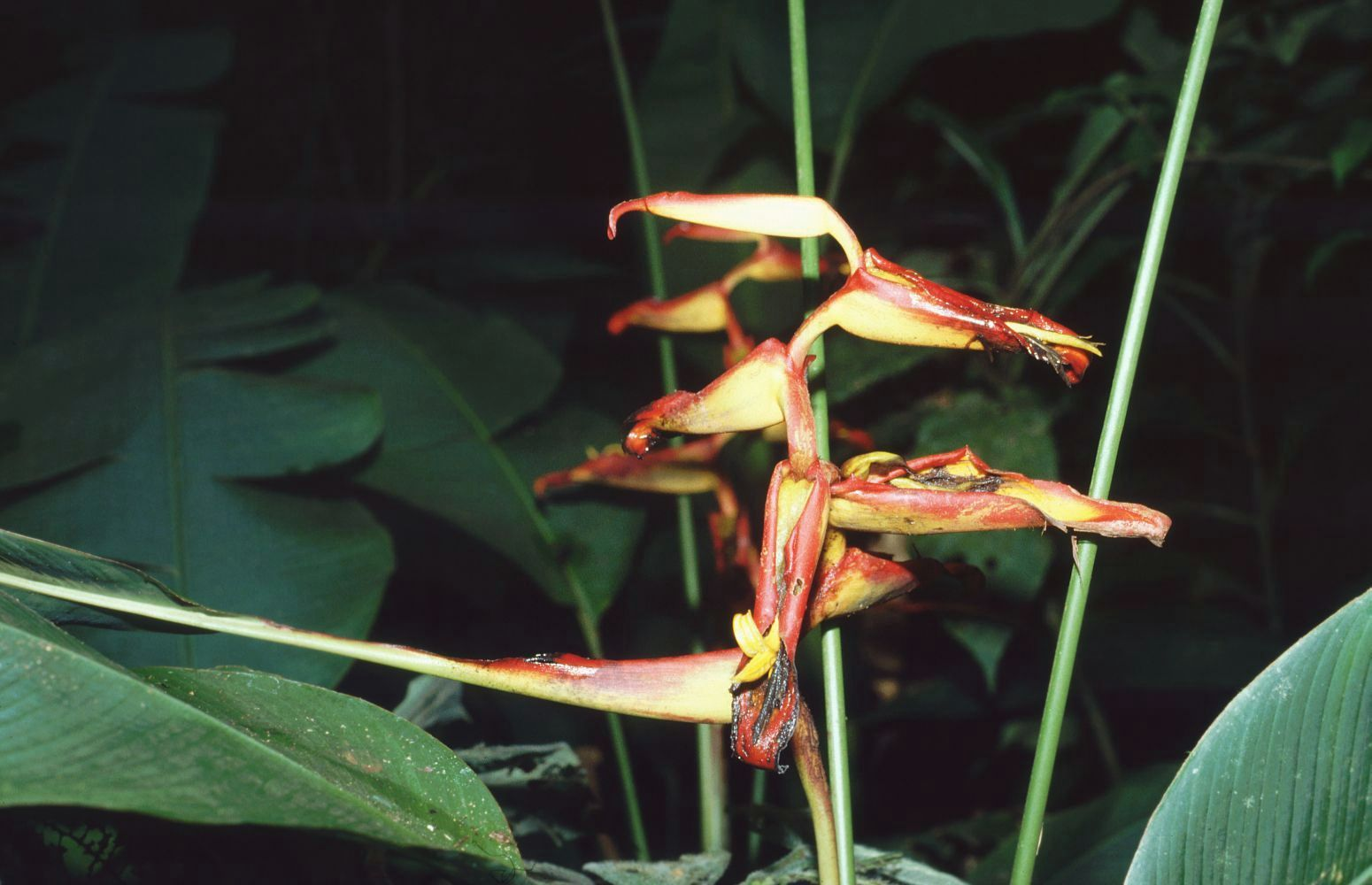